# Laborem exercens

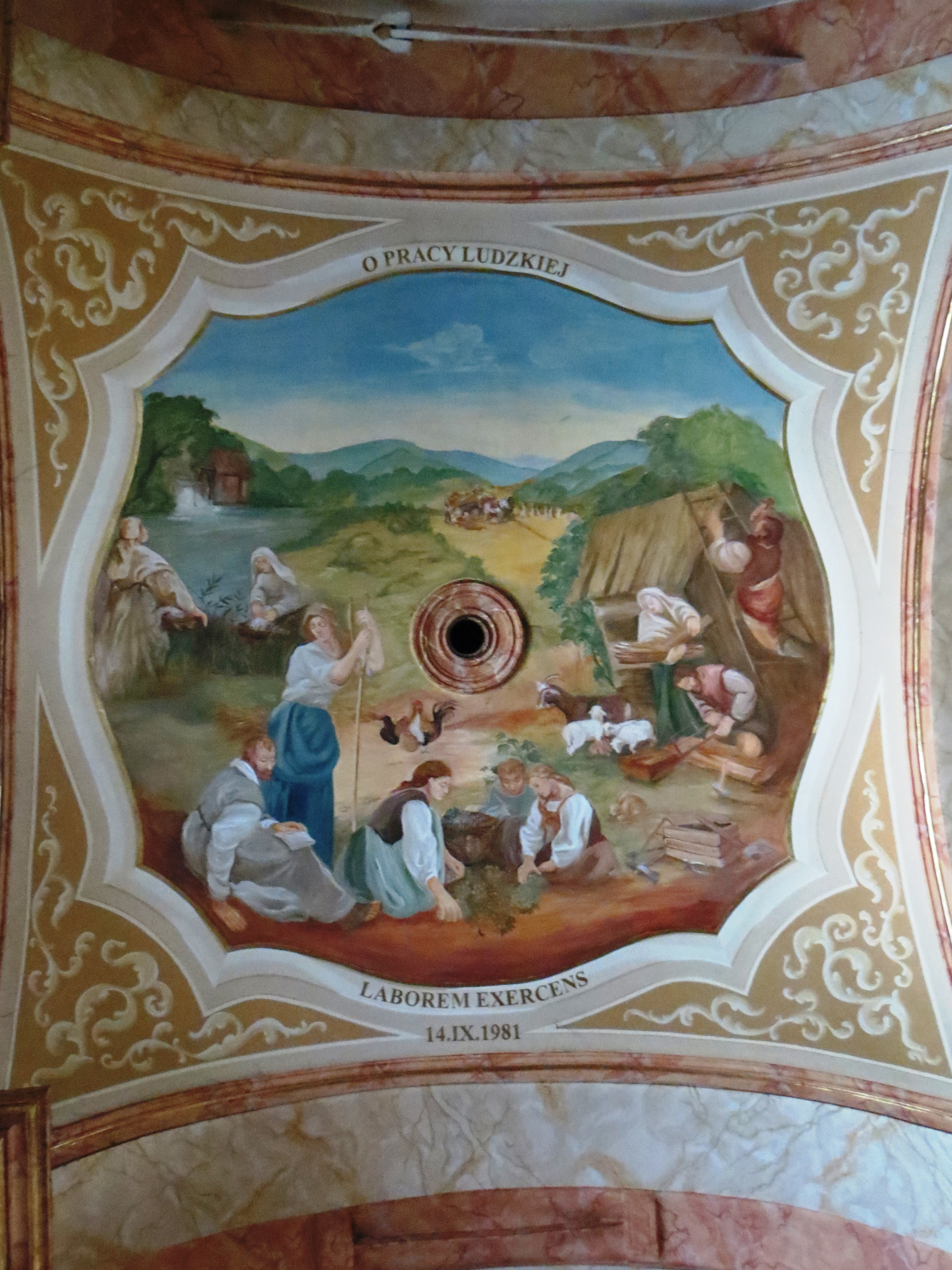
Artystyczna wizja encykliki Laborem exercens na suficie Bazyliki Ofiarowania Najświętszej Maryi Panny w Wadowicach.

Laborem exercens (łac. Wykonując pracę) – encyklika społeczna papieża Jana Pawła II, ogłoszona 14 września 1981, w 90. rocznicę ogłoszenia encykliki Rerum novarum Leona XIII.
Encyklika początkowo miała się ukazać w 90. rocznicę Rerum novarum, które ogłoszone zostało 15 maja 1891 r., lecz z powodu zamachu na papieża ukazała się pół roku później.
We wstępie papież podkreśla, że encyklikę chce poświęcić nie tyle pracy, ile człowiekowi w kontekście jego pracy. Stwierdza, że obowiązkiem każdego człowieka jest rozwijanie we własnym zakresie nauki i techniki, kultury i moralności, a praca ma właśnie służyć temu rozwojowi.
Z dyskutowanych ówcześnie zagadnień społecznych w tej encyklice podkreślona została m.in. promocja tzw. krajów zacofanych oraz automatyzacja życia.
Papież rozróżnił pojęcie pracy w znaczeniu podmiotowym i przedmiotowym. Zgodnie z jego wykładnią, właściwym podmiotem pracy jest sam człowiek, a przedmiotem powinny być rzeczy, którymi człowiek tę pracę wykonuje np. technika, różnego rodzaju narzędzia. Technika jest sprzymierzeńcem człowieka, zauważa Jan Paweł II, ale przestrzega, że niewłaściwie pojmowana może stać się jego przeciwnikiem, czyniąc pracownika swoim niewolnikiem i przyczyniając się do bezrobocia.
W Laborem Exercens występuje podział pracodawców na:
- bezpośrednich – np. przedsiębiorca
- pośrednich – państwo

Związki zawodowe papież uważa za wykładnik walki o sprawiedliwość społeczną. Według niego ich obowiązkiem jest staranie się o dobro wspólne. Nie powinny ograniczać się jedynie do zabezpieczania warunków pracy i płacy, ale dążyć do naprawy wszystkiego, co jest wadliwe.
Jan Paweł II pisze, że przez pracę człowiek uczestniczy w „dziele Stworzenia”. Wzorem pracy dla katolika ma być sam Bóg, zarówno w odniesieniu do organizacji pracy, jak i korzystania z odpoczynku. Spełnieniem misji chrześcijańskiej jest budowanie świata i praca dla bliźnich.
Papież wspomina również o ważnej roli społecznej niepełnosprawnych i konieczności ich pracy.